# Irma Testa
Irma Testa (* 28. Dezember 1997 in Torre Annunziata, Italien) ist eine italienische Boxerin.

## Boxkarriere
Irma Testa begann im Alter von zwölf Jahren im Club Boxe Vesuviana in Torre Annunziata mit dem Boxsport, ihre ersten Trainer waren Lucio Zurlo und Giulio Coletta. Aktuell trainiert sie im italienischen Polizeisportverein Gruppo Sportivo Fiamme Oro, wo sie von Emanuele Renzini trainiert wird. Irma Testa ist rund 1,74 m groß und Linksauslegerin, ihr Spitzname ist Farfalla (Schmetterling).
Irma Testa wurde 2012 Italienische Juniorenmeisterin und gewann noch im selben Jahr eine Bronzemedaille (Gewichtsklasse: -50 kg) bei der Junioren-Europameisterschaft in Władysławowo. 2013 gewann sie bereits die Goldmedaille (-52 kg) bei der Junioren-Weltmeisterschaft in Albena, nachdem sie sich gegen die Starterinnen aus China, USA, Ukraine und Frankreich durchgesetzt hatte.
2014 gewann sie Gold im Bantamgewicht (-54 kg) bei der Jugend-Europameisterschaft in Assisi und Silber im Fliegengewicht (-51 kg) bei der Jugend-Weltmeisterschaft in Sofia. Sie war dabei erst im Finale gegen Anusch Grigorjan aus Armenien unterlegen, nachdem sie zuvor ihre Gegnerinnen aus Ukraine, Niederlande, Russland und der Türkei besiegt hatte. Durch diesen Erfolg war sie für die Olympischen Jugend-Sommerspiele 2014 in Nanjing qualifiziert, wo sie nach einer Finalniederlage gegen Chang Yuan aus China mit der Silbermedaille im Fliegengewicht ausstieg.
2015 gewann sie im Federgewicht (-57 kg) die Jugend-Weltmeisterschaft in Taipeh, wo sie darüber hinaus mit dem Best Boxer of the Tournament Award ausgezeichnet wurde, und im Leichtgewicht (-60 kg) die Jugend-Europameisterschaft in Keszthely. Aufgrund ihrer Erfolge wurde sie für Mai 2015 vom Weltverband Association Internationale de Boxe Amateure (AIBA) zur Boxerin des Monats ernannt.
Bei der europäischen Olympiaqualifikation 2016 in Samsun zog sie im Leichtgewicht durch Siege gegen Mira Potkonen, Estelle Mossely und Swetlana Kamenowa ins Finale ein und erhielt dadurch als erste und zugleich einzige italienische Boxerin einen Startplatz bei den Olympischen Spielen 2016 in Rio de Janeiro. Ihre Finalniederlage (1:2) gegen Jana Aleksejewna hatte darauf keine Auswirkung. Bei den Olympischen Spielen schlug sie im Achtelfinale die Australierin Shelley Watts (2:1), ehe sie im Viertelfinale diesmal gegen Estelle Mosselly ausschied (0:3). Mosselly hatte sich durch ihren Sieg bei den Weltmeisterschaften 2016, bei denen Testa bereits in der Vorrunde gegen Agnes Alexiusson ausgeschieden war, noch einen Startplatz bei Olympia gesichert.
Ihr nächster Erfolg war der Gewinn im Federgewicht bei der U22-Europameisterschaft 2018 in Târgu Jiu. Bei den Europameisterschaften 2018 in Sofia schied sie dann im Achtelfinale gegen Mira Potkonen und bei den Weltmeisterschaften 2018 in Neu-Delhi in der Vorrunde mit 2:3 gegen Paige Murney aus.
2019 verteidigte sie ihren Titel im Federgewicht bei den U22-Europameisterschaften in Wladikawkas, schied bei den Europaspielen in Minsk im Viertelfinale gegen Kellie Harrington aus, gewann jedoch noch die Goldmedaille im Federgewicht bei den Europameisterschaften in Alcobendas.
Die europäische Olympiaqualifikation 2020 in London, welche aufgrund der COVID-19-Pandemie unterbrochen und 2021 in Paris fortgesetzt wurde, gewann sie im Federgewicht mit Siegen gegen Sandra Brügger, Ludmilla Woronzowa, Nikolina Ćaćić, Maria Nechita und Michaela Walsh, womit sie sich für die 2021 in Tokio ausgetragenen Olympischen Spiele qualifizierte.
Bei den Olympischen Spielen gewann sie gegen Ludmilla Woronzowa, Michaela Walsh und Caroline Veyre, ehe sie im Halbfinale gegen Nesthy Petecio ausschied und daher eine Bronzemedaille gewann.
Bei der Weltmeisterschaft 2022 in Istanbul gewann sie mit Siegen gegen Marine Camara, Mona Kimura, Sandra Kruk, Sitora Turdibekowa und Manisha Moun, sowie einer Finalniederlage gegen Lin Yu-ting, die Silbermedaille. Im Oktober 2022 gewann sie auch die Europameisterschaft in Budva. Sie besiegte dabei Elise Glynn, Sandra Kruk, Michaela Walsh und Swetlana Stanewa.
Im März 2023 gewann sie die Weltmeisterschaft in Neu-Delhi. Sie siegte dabei gegen Leilany Reyes Moreno, Nguyen Thi Thanh, Jucielen Romeu, Amina Zidani und Karina Ibragimowa. Im Juli 2023 gewann sie eine Bronzemedaille im Federgewicht bei den Europaspielen in Krakau, nachdem sie im Halbfinale gegen Swetlana Stanewa ausgeschieden war.
Bei den Olympischen Spielen 2024 in Paris verlor sie in der Vorrunde knapp mit 2:3 gegen die Chinesin Zichun Xu. 2025 kritisierte sie in einem Interview ihre Teamkollegin Angela Carini, weil diese ihrer Meinung nach ihren Kampf gegen Imane Khelif in Paris zu früh aufgegeben hatte.

### Auswahl weiterer Erfolge
- September 2022: 2. Platz Balkan International Tournament in Bulgarien[30]
- März 2021: 1. Platz Boxam Tournament in Spanien[31]
- Februar 2021: 1. Platz Bocskai Tournament in Ungarn[32]
- Januar 2020: 1. Platz Nations Cup in Serbien[33]
- Mai 2019: 3. Platz Feliks Stamm Tournament in Polen[34]
- Februar 2019: 3. Platz Strandja Tournament in Bulgarien[35]
- Februar 2018: 2. Platz Strandja Tournament in Bulgarien[36]
- August 2017: 3. Platz EU-Meisterschaften in Italien[37]
- Juli 2017: 1. Platz Italian Golden Gloves in Italien[38]
- Juli 2013: 2. Platz EU-Meisterschaften der Junioren in Ungarn[39]

## Buch und Film
Nach den Olympischen Spielen 2016 erschien ihre Autobiografie Cuore di pugile (Piemme-Verlag, Cristina Zagaria, ISBN 8856657120).
2018 wurde der Film Butterfly veröffentlicht, eine Dokumentation über das Leben von Irma Testa. Es handelt sich dabei um ein Gemeinschaftsprojekt von Alessandro Cassigoli und Casey Kauffman, die Produktion übernahmen Indyca Film und Rai Cinema. Im Juni 2019 wurde Butterfly mit dem Globo d’oro als bester Dokumentarfilm ausgezeichnet.